# Pasión según San Juan

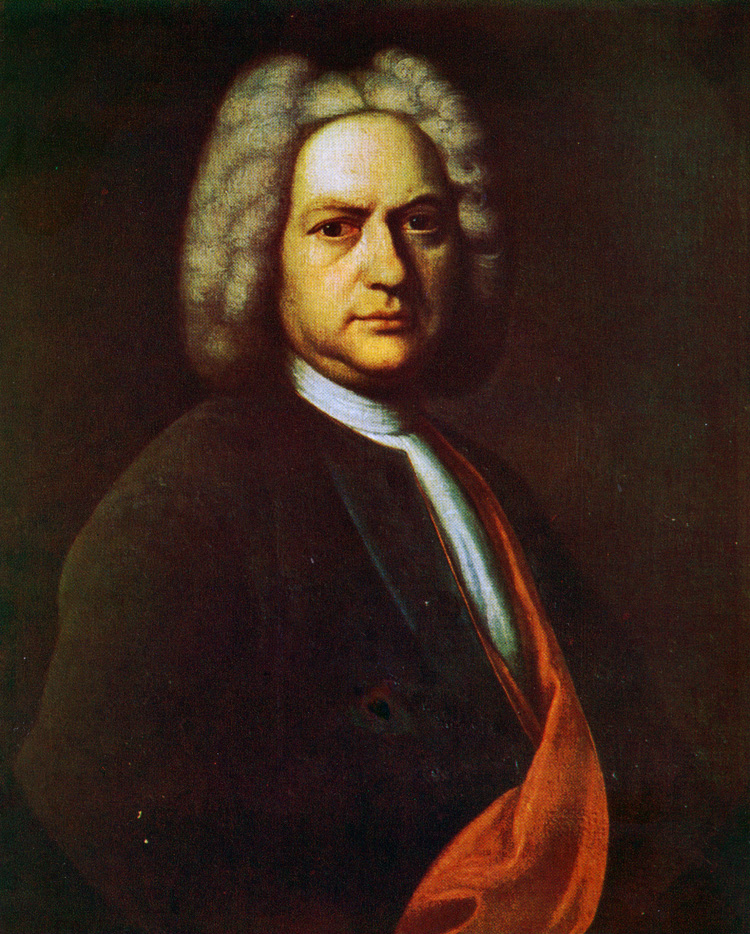
Bach hacia 1720.

La Pasión según San Juan, BWV 245 (título original en latín: Passio secundum Johannem; en alemán: Johannespassion) es una pasión oratórica escrita para voces solistas, coro y orquesta por Johann Sebastian Bach.

## Historia

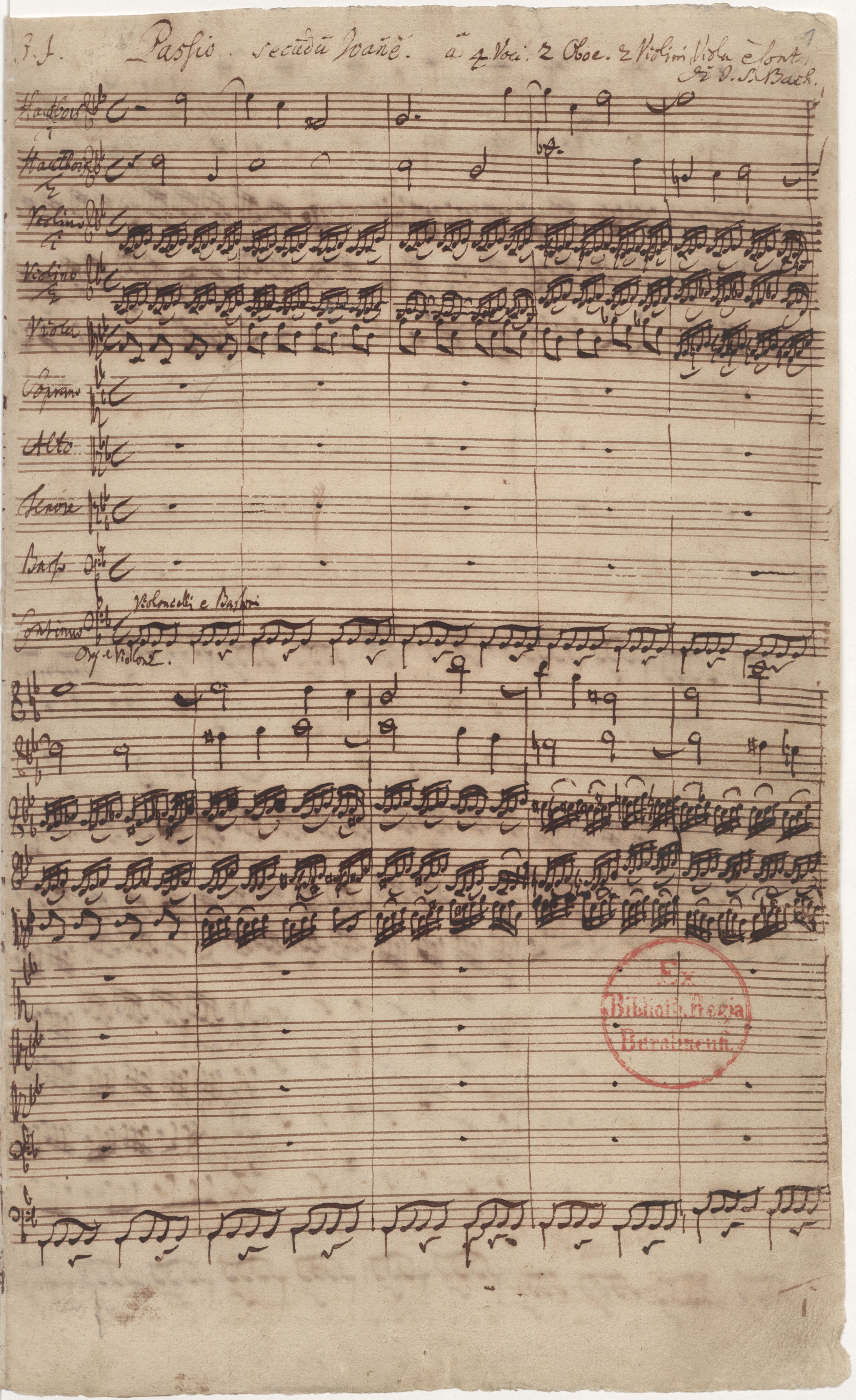
Primera página de la partitura autógrafa.

### Composición
Fue escrita en las fechas previas al Viernes Santo de 1724, y está basada en los capítulos 18 y 19 del Evangelio de Juan. Las palabras de la apertura, las arias, los recitativos y los corales se tomaron de diferentes fuentes, entre otras, de la Pasión según San Mateo, BWV 244 y de la traducción que Martín Lutero había hecho de la Biblia.
La Pasión según San Juan es quizás menos familiar que la Pasión según San Mateo; ésta de mayor duración y que permitió que el público redescubriera a J. S. Bach gracias a la interpretación que Felix Mendelssohn hizo de esta obra en 1829. Comparando ambas obras, la Pasión según San Juan ha sido descrita como más extravagante, con una inmediatez expresiva a veces desenfrenada y menos terminada.

### Primera interpretación
Originalmente la Johannes Passion iba a ser interpretada por primera vez en la iglesia de Santo Tomás en Leipzig, pero finalmente se hizo en la iglesia de San Nicolás en 1724. Fue cambiada en numerosas ocasiones hasta la versión definitiva de 1740. Las partes que Bach eliminó se agregaron posteriormente como apéndices.

### Versiones
A diferencia de la Pasión según San Mateo, la obra sufrió diferentes modificaciones, siendo la más conocida la de 1724.
En 1725 Bach cambió la apertura original Herr, unser Herrscher, dessen Ruhm por O Mensch bewein dein Sünde groß, que posteriormente pasó a ser final de capítulo en la Pasión según San Mateo. El final de la primera parte se cambió por Christe, Du Lamm Gottes de la BWV 23, añadiendo además tres arias. 
En 1730 se vuelve a modificar la obra suprimiendo los cambios que se habían introducido en 1725, y agregando dos recitativos del Evangelio de Mateo. 
En 1749 Bach cambió algunos diálogos regresando a la versión de 1740, quedando ésta como definitiva.